# あやべ球場
綾部市総合運動公園あやべ球場（あやべしそうごううんどうこうえんあやべきゅうじょう）は、京都府綾部市上杉町にある綾部市総合運動公園内の野球場である。

## 歴史

### 沿革
- 2000年(平成12年)に綾部市が整備した野球場で、全国高等学校野球選手権大会の京都大会や大学野球などのほか少年野球を含む市民の野球競技にも使用されている。
- 2022年(令和4年)3月1日より日東精工株式会社が5年間のネーミングライツを取得し、「あやべ・日東精工スタジアム」となった。
- 2024年(令和6年)にスコアボードが磁気反転式からフルカラーLEDに取り換えられる。費用はおよそ2億円。

## 施設概要
- グラウンド面積：18,500m2
- 両翼：101m、中堅：123m
- 内野：黒土混合土、外野:天然芝（高麗芝）

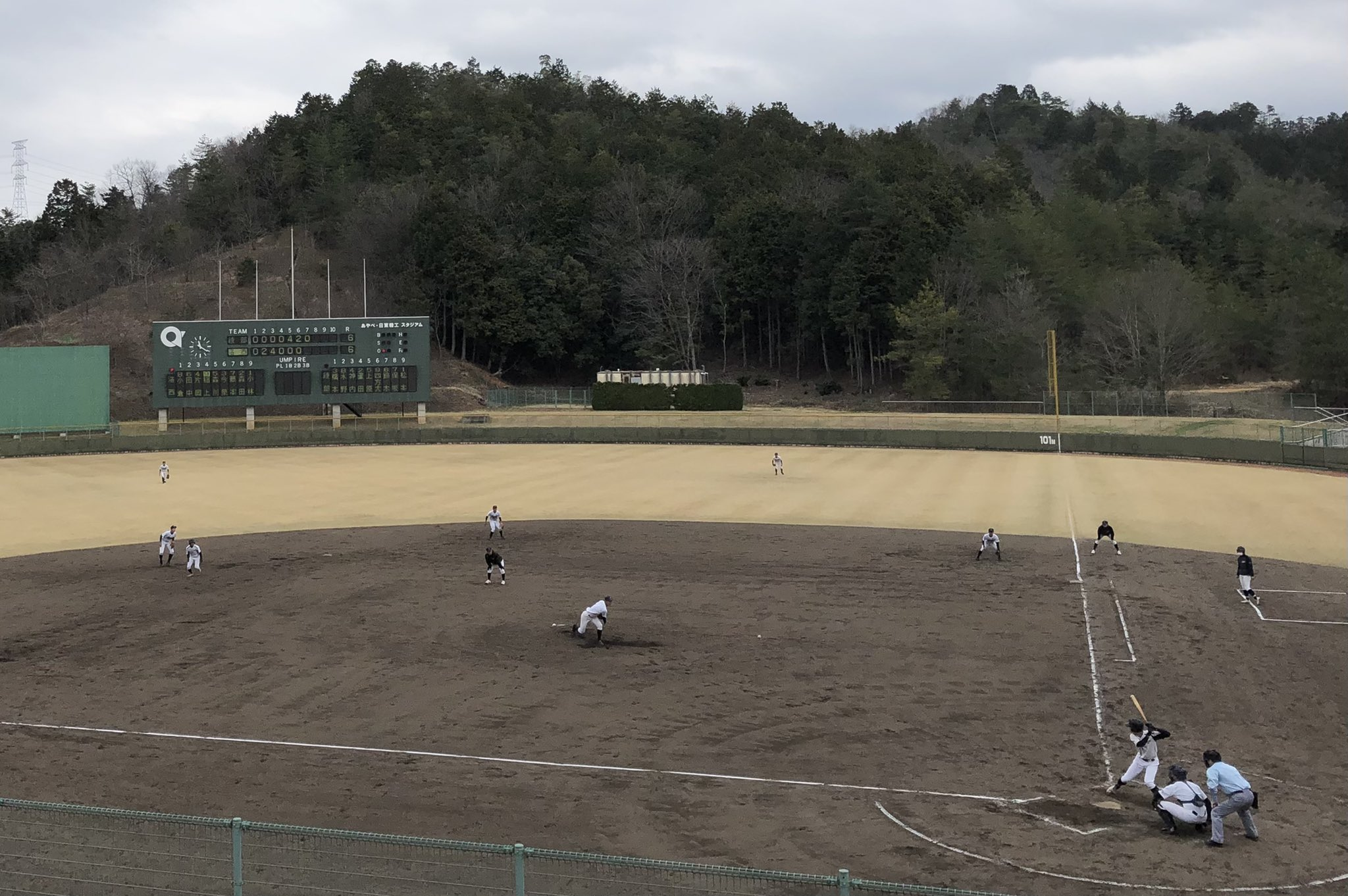
グラウンド

- 収容人員：5,800人（メインスタンド：1,500人、内野席：1,000人、外野席：3,300人）
- スコアボード：フルカラーLED[1]